# Saint-Jean-aux-Amognes
Saint-Jean-aux-Amognes är en kommun i departementet Nièvre i regionen Bourgogne-Franche-Comté i de centrala delarna av Frankrike. Kommunen ligger i kantonen Saint-Benin-d'Azy som tillhör arrondissementet Nevers. År 2022 hade Saint-Jean-aux-Amognes 526 invånare.

## Befolkningsutveckling
Antalet invånare i kommunen Saint-Jean-aux-Amognes
| Referens: INSEE |